# 'Anata
'Anata (en arabe : عناتا) est un village du gouvernorat de Jérusalem en Palestine. Il est situé à quatre kilomètres au nord-est de la vieille ville de Jérusalem.
Selon le recensement du bureau central palestinien des statistiques, la localité compte une population de 16 919 habitants en 2017.
Depuis 1967, 'Anata est occupé par Israël.
'Anate est assimilé à la ville biblique d'Anathoth.